# USS Ommaney Bay (CVE-79)
La USS Ommaney Bay (CVE-79) era una portaerei di scorta della classe Casablanca.
Formalmente chiamata MC hull 1116, fu impostata il 6 ottobre 1943 nei cantieri della Kaiser Shipyards e varata il 29 dicembre da P. K. Robottom. Acquistata dalla United States Navy l'11 febbraio 1944, entrò in servizio lo stesso giorno sotto il comando del capitano Howard L. Young.
Prese il nome dalla omonima baia in Alaska.

## Storia
Dopo il varo nel porto di Astoria, in Oregon, la Ommaney Beach condusse i primi test nello Stretto di Puget. Il 19 marzo 1944 la portaerei salpò da Oakland, in California, con a bordo alcuni passeggeri ed un carico di rifornimenti e di aerei destinati a Brisbane, in Australia. Il 27 aprile, completata la sua missione, la Ommaney Bay tornò a San Diego, in California, dove condusse dieci giorni di intensi test, comprensivi di prove di appontaggio. Dopo essere stata sottoposta ad alcune modifiche ed a piccole riparazioni, il 10 giugno partì per la base navale di Pearl Harbor.
Nel periodo di stanza alle Hawaii, a bordo della Ommaney Beach si svolsero sezioni di addestramento per i piloti locali, a cui fu insegnato come operare dalle portaerei di scorta, in gergo chiamate baby flattops, più piccole delle normali portaerei.
Il 12 agosto partì per Tulagi, dove partecipò alle esercitazioni in preparazione dell'invasione di Palau.
Dall'11 settembre all'inizio di ottobre la Ommaney Bay fornì copertura aerea alla flotta e supporto ravvicinato alle truppe impegnate nella Battaglia di Peleliu ed in quella di Angaur.
Dopo aver fatto rifornimento di combustibile e munizioni nella base di Manus, la Ommaney Bay si unì alla Task Force 2, che sotto al comando del retroammiraglio Felix Stump avrebbe partecipato alla battaglia di Leyte.
Il 25 ottobre, al preludio della battaglia al largo di Samar, la Ommaney Bay e le altre portaerei di scorta lanciarono una serie di attacchi aerei, nel tentativo di causare più danni possibili alla flotta nemica in avvicinamento.
Durante la battaglia, la Ommaney Bay contribuì all'affondamento di un incrociatore giapponese e a danneggiare numerose altre navi nemiche.
Quel giorno dalla Ommaney Bay partirono sei attacchi aerei, che contribuirono a trasformare una sconfitta annunciata in una vittoria.
La portaerei passò i mesi di novembre e dicembre nella base di Kossol Passage, dove fece rifornimento e rimase disponibile per eventuali azioni. Dal 12 al 17 dicembre operò nel Mar di Bohol e nel Mare di Sulu in supporto alle operazioni su Mindoro.
Gli attacchi aerei nemici raggiunsero la massima intensità il 15 dicembre, giorno in cui la Ommaney Bay riuscì ad abbattere un bombardiere in picchiata che aveva tentato un attacco da babordo.
Il 19 dicembre tornò a Kossol Passage, dove iniziò i preparativi per l'invasione del Golfo di Lingayen.

### L'affondamento

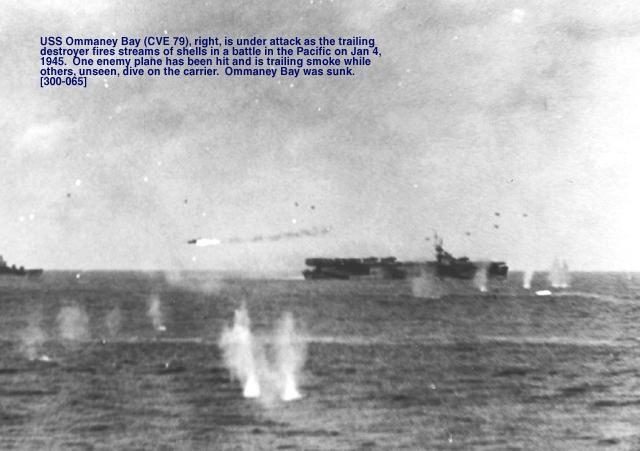
La Ommaney Bay sotto l'attacco dei kamikaze, 4 gennaio 1945

La Ommaney Bay salpò il 1º gennaio 1945, transitando dallo Stretto di Surigao due giorni dopo.
Il pomeriggio del 4 gennaio, mentre era in navigazione nel Mare di Sulu, un bimotore kamikaze riuscì ad eludere i radar, e non avvistato puntò diretto alla portaerei.
L'aereo sfiorò la torre di comando e andò a schiantarsi contro il lato di dritta della Ommaney Bay.
Il bimotore portava anche alcune bombe, una di queste nell'impatto penetrò il ponte di volo ed esplose nell'hangar del terzo livello, in quel momento affollato di aerei coi serbatoi pieni, causando una serie di esplosioni. La seconda bomba passò attraverso il ponte dell'hangar, ruppe le condotte dell'acqua del secondo ponte ed esplose vicino al lato di dritta.
La pressione dell'acqua nelle condutture precipitò all'istante, la nave inoltre rimase senza corrente e le comunicazioni tra i vari ponti erano interrotte.
Gli uomini furono costretti ad abbandonare il ponte dell'hangar, ormai in preda ad un terrificante incendio, a causa del fitto fumo e delle continue esplosioni delle munizioni da .50 degli aerei.
Le navi di scorta non poterono intervenire immediatamente, a causa dell'intenso calore e delle continue esplosioni.
Alle 17:50 le condizioni nella zona dell'opera morta erano insostenibili, e le testate dei siluri immagazzinate rischiavano di esplodere da un momento all'altro. Fu dato l'ordine di abbandonare la nave.
Alle 19:45 la Ommaney Bay, ormai perduta, fu affondata da un siluro lanciato dal cacciatorpediniere Burns. Nell'affondamento persero la vita 95 uomini, compresi due membri dell'equipaggio di un cacciatorpediniere accorso in aiuto, che rimasero uccisi dall'esplosione delle testate dei siluri della Ommaney Bay.

## Onorificenze
La Ommaney Bay ricevette due Battle star per il servizio reso nella seconda guerra mondiale.